# 着彩
着彩（ちゃくさい）は、絵画や工芸に色を施すこと。
油絵、日本画、水彩画などの制作に含まれる、基本的な行為・技法のひとつ。単色のエスキース、ドローイング、デッサンに彩色することについても言う。賦彩・彩色とほぼ同義であるが、塗装とは観点が異なり、賦彩・着彩・彩色を塗装とは言わない。また、顕色材には顔料を用いる為、染色とも異なる。現在は美術大学などの入学試験の課題の名称としても用いる。